# Jaime Delgado Martín
Jaime Delgado Martín (1923-1993) va ser un historiador espanyol, catedràtic d'història d'Amèrica.

## Biografia
Nascut en Madrid el 25 de gener de 1923. Falangista, alumne de Ciriaco Pérez Bustamante, es va doctorar amb la seva tesi España y México en el siglo XIX. Va ser catedràtic primer en la Universitat de Barcelona i després en la Universitat Complutense de Madrid.
Historiador americanista, director del Boletín Americanista, es va interessar per temes com les cultures aborígens, la colònia o la independència. El febrer de 1972 es va posar al capdavant de la Direcció General de Cultura Popular i Espectacles (després canviada de nom a l'agost de 1972 com a Direcció General de Cultura Popular) del Ministeri d'Informació i Turisme, responsable de la censura en el règim franquista. Posteriorment, el gener de 1974, va ser nomenat delegat nacional de Cultura del Movimiento.
Patró de la Fundació Cánovas del Castillo, va morir el 10 de gener de 1993 a Madrid.

## Distincions
- Gran Creu de l'Orde del Mèrit Civil (1964)[9]